# Горобцов, Николас
Никола́с Марти́н Горобцо́в (исп. Nicolás Martín Gorobsov; род. 25 ноября 1989[…], Сан-Педро, Буэнос-Айрес) — аргентино-итальянский футболист, полузащитник литовского клуба «Паневежис».
Горобцов в основном играет на позиции центрального полузащитника, но при этом комфортно себя чувствует при игре как в атаке, так и в обороне.

## Ранняя жизнь
Николас Горобцов родился в Сан-Педро, к северу от Буэнос-Айреса, где жил до 14 лет, когда его семья из-за кризиса переехала в Италию. Владеет двойным гражданством: итальянским и аргентинским. Его прадедушка родился в Кишинёве и был русским по происхождению.

## Клубная карьера

### Ранние годы / «Виченца»
Начинал карьеру на позиции под нападающим, но впоследствии сдвинулся ближе к центру поля. В сезоне 2007/08 провёл 22 матча за молодёжную команду «Виченцы», забив два гола, а также сыграл матч за взрослую команду в Серии Б. Попав в главную команду перед сезоном 2008/09, сразу же заявил о себе, сыграв в 15 матчах, и заработал репутацию перспективного игрока.

### «Торино» и аренды
Летом 2009 года «Торино» выкупил половину прав на игрока за 800 тысяч евро (100 тысяч евро плюс Саша Беланович). В августе 2010 года на правах аренды перешёл в «Чезену». 5 сентября 2011 года снова был отдан в аренду, на этот раз, в румынский клуб «Политехника (Тимишоара)». В июне 2012 года «Торино» полностью приобрёл права на игрока, причём абсолютно бесплатно. Горобцов считался «лишним» в команде и ни разу не был заявлен за основной состав. В январе 2013 года вновь отправился в аренду, в команду из Серии C1 «Ночерина». В июле 2013 года игроком интересовался московский «Локомотив», который был готов предложить игроку 4-летний контракт. В итоге сделка так и не состоялась. 25 июля 2013 года был подписан румынским клубом «Поли Тимишоара», который считается преемником упразднённой команды «Политехника» (Тимишоара).

### «Тыргу-Муреш»
В июле 2014 года покинул «Торино» и на правах свободного агента перешёл в «Тыргу-Муреш». В итоге его команда закончила сезон на втором месте в чемпионате и получила право выступить в Суперкубке Румынии 2015 года, где играла с бухарестским «Стяуа» в матче, который закончился победой «Тыргу-Муреш» со счётом 1-0. В конечном итоге принял участие в 67 матчах и забил 6 голов во всех соревнованиях за «красно-синих».

### «Хапоэль» Тель-Авив
В июне 2016 года подписал 3-летний контракт с клубом «Хапоэль» из Тель-Авива, который выступает в чемпионате Израиля.
Позднее выступал за литовскую «Судуву», а в январе 2022 года Горобцов подписал контракт с «Жальгирисом».

## Личная жизнь
Кроме футбола, увлекается машинами и татуировками. На его руке написаны имена всех членов его семьи.

## Достижения
«Тимишоара»
- Победитель Второй лиги Румынии: 2011/12

«Тыргу-Муреш»
- Обладатель Суперкубка Румынии: 2015

«Судува»
- Финалист Кубка Литвы: 2020.